# Ekonomistyrning
Ekonomistyrning är att utföra åtgärder inom en verksamhet för att uppnå ekonomiska mål. Det handlar om att försöka styra personalens beteende så att deras mål och företagets mål kan samverka. Det finns många olika lösningar som inkluderar mätningar, kontroller och undersökningar av intäkter och kostnader, planering inför förväntade händelser, kalkyler, budgetering och åtgärder mot oväntade händelser, till exempel vid budgetuppföljning. De som arbetar med ekonomistyrning benämns ofta som controller.

## Styrinstrument
Vid ekonomistyrning använder man sig av flera styrinstrument. Styrinstrumenten är uppdelade i 3 kategorier: formella styrmedel, organisationsstruktur och mindre formaliserad styrning.
| Formella styrmedel | Organisationsstruktur | Mindre formaliserad styrning |
| ------------------ | --------------------- | ---------------------------- |
| Produktkalkylering | Organisationsform     | Företagskultur               |
| Budgetering        | Ansvarstagande        | Medarbetarskap               |
| Internredovisning  | Belöningssystem       | Ledningsstöd                 |
| Standardkostnader  | Personalstruktur      | Kompetensuppbyggnad          |
| Internprissättning | Beslutsprocess        | Lärande                      |
| Prestationsmätning |                       |                              |
| Benchmarking       |                       |                              |

De som försöker styra beteende använder ofta belöningar och bestraffningar. Belöningssystemets utformning är betydelsefullt men måste skilja sig åt mellan olika företagskulturer. I länder som präglas av en hög individualism, är bonusar på individuell prestation ofta höga. Det kulturella perspektivet innebär att man måste anpassa sitt styrsystem för de olika länder där företaget verkar.
Merchant och van der Stede  benämner tre olika styrsätt och i verkligheten används oftast kombinationer av dessa styrsätt.
1. Resultatstyrning
2. Handlingsstyrning
3. Personalstyrning och/eller kulturell styrning (begreppen social styrning och klanstyrning förekommer även för mindre personalgrupper)

### Resultatstyrning
Vid resultatstyrning (result control) styr man genom att sätta upp siffermässiga målsättningar för personalen. Resultatstyrning länkas ofta med incitamentsprogram. Exempelvis kan en avdelningschef få i uppdrag att skapa så få kostnader som möjligt i sin avdelning och avlönas utmed sin förmåga att göra detta. För att kunna resultatstyra effektivt förutsätts bland annat att resultaten är relevanta för organisationen, att de är mätbara, osv. Detta är ofta svårt och ifall ledningen väljer att använda dåliga mått kan det få anställda att arbeta åt fel håll. Exempelvis kan en chef som belönas för låga kostnader kanske skära ner på sin avdelning för att åstadkomma detta och i processen även reducera omsättningen. Således är resultatstyrning inte alltid lämpligt.

### Handlingsstyrning
Vid handlingsstyrning (action control) styr man personalens handlingar, antingen genom att förhindra vissa handlingar (med till exempel lås och lösenord) eller se till att personalen måste följa ett visst regelverk eller processer. Handlingsstyrning är lämpligast inom verksamheter där det råder hög kunskap kring vilka handlingar som är bra för verksamheten, exempelvis fabriksarbete. Handlingsstyrning kan lätt medföra negativa sidoeffekter i form av illvilja mot arbetsgivaren (personalen känner sig diktatorstyrd), höga implementeringskostnader, slarvighet, tidskostnader (det kan exempelvis ta tid för de anställda att skriva in lösenord), etc.

### Personalstyrning
Vid personalstyrning (personnel control) försöker man att decentralisera och låta personalen styra sig själva. Detta kan bero på att deras resultat är svåra att mäta (exempelvis för att det inte kan mätas exakt, som på forskningsavdelningen på ett läkemedelsföretag; man vet inte vad man får ut, mer än att det förmodligen gynnar företaget i slutändan). Vid kulturell styrning kontrollerar personalen varandra. Det är i övrigt likt personalstyrning, med mycket eget ansvar och en stabil och stark företagskultur som genomsyrar verksamheten. Ibland har man gruppbaserade bonusar med detta styrsätt eftersom personalen kommer att hålla koll på varandra lite extra då. Personalstyrning eller kulturstyrning är enligt Merchant och van der Stede  den första typen av styrsystem som bör implementeras eftersom den medför lägst implementeringskostnader och minst negativa biverkningar.

## Budget
Budgetuppställning tillhör ekonomistyrningen. En traditionell budget innehåller oftast enbart ekonomisk historisk data, det vill säga över saker som redan har hänt. En modernare budget inbegriper planering och uppföljning mot icke-finansiella mål, såsom kvalitet och genomloppstid.

## Styrningsmodeller
Inom ekonomistyrning används en rad modeller, till exempel:
- Balanserat styrkort
- Benchmarking
- Total Quality Management
- Budget
- Självkostnadskalkyl
- Bidragskalkyl
- ABC-kalkyl

## Statlig ekonomistyrning
Inom svenska staten är ekonomistyrningen ett medel för att regeringens och riksdagens politik ska förverkligas, det handlar alltså inte nödvändigtvis om att nå ekonomiska mål. Ekonomistyrningen är indelad i regeringens resultatstyrning och finansiella styrning. Ekonomistyrningsverket är den statliga myndighet som arbetar med just ekonomistyrning.

## Fotnoter
1. ↑  Ax, C, Johansson, C, Kullvén, H: ”Den nya ekonomistyrningen”, Liber, 2006.
2. 1 2 3 4  K Merchant och W.A. Van der Stede:Management control systems, New Jersey: Prentice-Hall, 2003.
3. ↑  Ekonomistyrningsverket (2011). ESV:s ordbok om ekonomisk styrning i staten. Ekonomistyrningsverket